# Tiffany Roberts
Pour les articles homonymes, voir Roberts.
Tiffany Marie Roberts Sahaydak, née Tiffany Marie Roberts à Petaluma le 5 mai 1977, est une joueuse et entraîneuse américaine de soccer. Elle évolue durant sa carrière de joueuse au poste de milieu de terrain.

## Biographie
Elle est internationale américaine à 110 reprises de 1988 à 2000. Elle est sacrée championne olympique en 1996, championne du monde en 1999 et troisième de la Coupe du monde 1995 et 2003.